# Claude-Victor Perrin gen. Victor

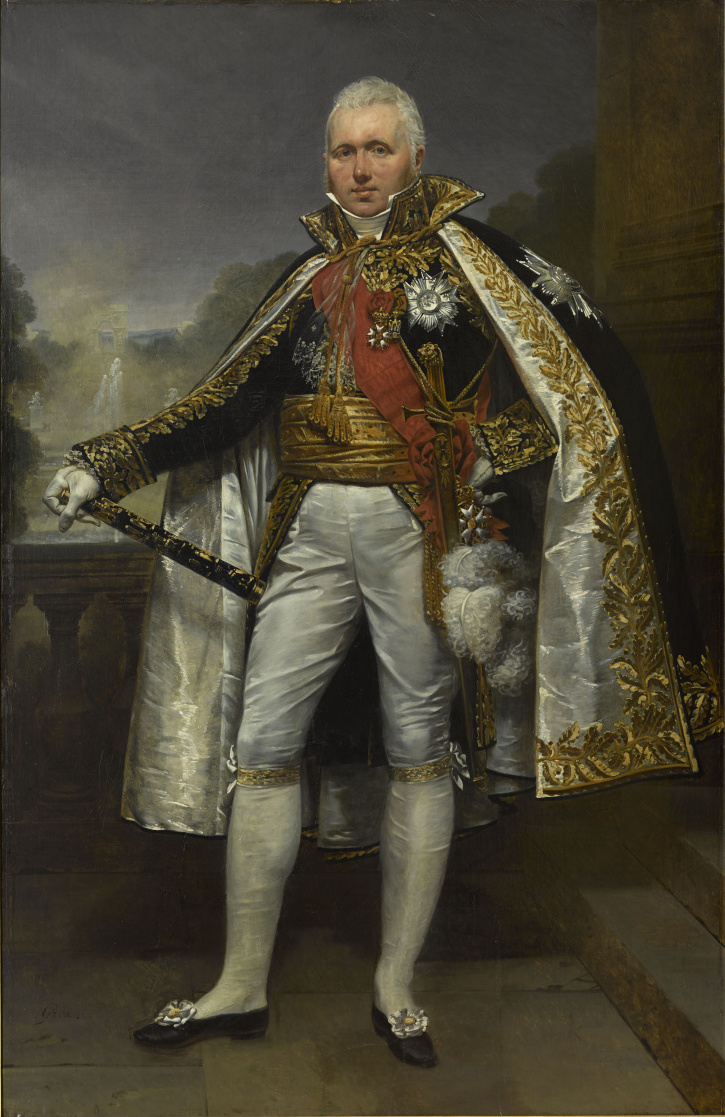
Claude-Victor Perrin im Jahre 1812 (Ölgemälde von Antoine-Jean Gros)

Claude-Victor Perrin, genannt Victor (* 7. Dezember 1764 in Lamarche; † 1. März 1841 in Paris), war ein  französischer Offizier in der Zeit der Revolutionskriege, der durch Napoleon zum Duc de Bellune (Herzog von Belluno) erhoben und zum Maréchal d’Empire ernannt wurde.

## Leben
Aus einfachen Verhältnissen kommend, trat Perrin 1781 als Trommler (tambour) in Grenoble in die französische Artillerie ein und nahm nach zehn Jahren seinen Abschied. Er siedelte sich als Händler in Valence an, wo er 1791 Jeanne-Joséphine Muguet heiratete. Aus dieser Ehe gingen vier Kinder hervor.
Dem Ruf der Revolutionsregierung „Das Vaterland ist in Gefahr“ folgend, schloss er sich 1792 einem Freiwilligenbataillon an, das er bereits ein Jahr später kommandierte. 1793 erwarb er sich vor Toulon, wo er auch verwundet wurde, den Rang eines Général de brigade. Bis 1795 nahm er an den Feldzügen in Spanien und Italien teil.
1797 zum Général de division befördert, siegte Victor über die päpstlichen Truppen und zwang den Papst zum Frieden von Tolentino. 1798 bis 1799 diente er in Italien.

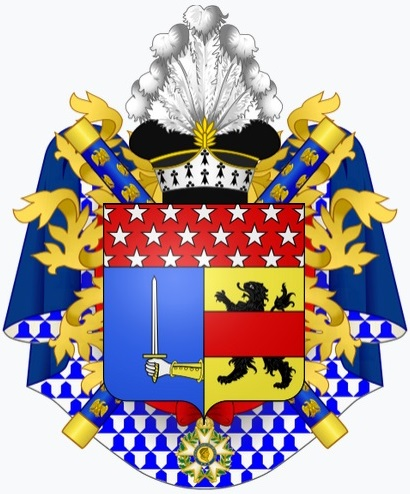
Wappen von Claude-Victor Perrin, Herzog von Belluno

Nach dem 18. Brumaire (9. November 1799) schloss sich Victor dem Ersten Konsul an und folgte ihm 1800 abermals nach Italien, wo er namentlich bei Montebello und Marengo mit Auszeichnung focht. Für seine Leistungen bei Marengo erhielt er einen Ehrensäbel.
Im Juli 1800 trat Victor in die Armee der Batavischen Republik ein. 1805 ging er als Gesandter Napoleons nach Kopenhagen.
1802 erfolgte die Scheidung von seiner Frau; im Jahr darauf heiratete er Julie Vosch d’Avesaat.
Im Feldzug von 1806 focht er in der Schlacht bei Jena und Auerstedt als Chef des Generalstabes des V. Armeekorps unter Marschall Lannes. In dieser Schlacht wurde er ebenfalls verwundet. Am 12. Januar 1807 fiel er auf einer Reise von Warschau nach Stettin in Arnswalde in die Hände preußischer Ranzionierter und wurde über Kolberg nach Danzig gebracht. Bald darauf gegen Blücher ausgetauscht, erwarb er sich am 14. Juni 1807 als Befehlshaber des I. Korps für seine Leistungen in der Schlacht bei Friedland den Marschallsstab.
Nach dem Frieden von Tilsit ernannte ihn Napoleon I. zum Gouverneur von Berlin. 1808 verlieh er ihm den Titel eines "Herzogs von Belluno" im napoleonischen Adel (noblesse impériale) und schickte ihn nach Spanien, wo er Ende 1808 den Befehl über das 1. Armeekorps übernahm und den Sieg von Espinosa de los Monteros, der den Vormarsch auf Madrid ermöglichte, sowie die Siege von Uclés und Medellín (April 1809) erfocht.
Dagegen wurde Victor von Wellington in der Schlacht bei Talavera geschlagen. Anfang 1810 nahm Victor an Marschall Soults Zug nach Andalusien teil und blockierte im Februar Cádiz, dessen Belagerung er aber 1812 aufgab, um am Feldzug gegen Russland teilzunehmen. An der Spitze des 9. Armeekorps sicherte er auf dem Rückzug am 17. November 1812 den Übergang der Franzosen über die Beresina.
1813 befehligte Victor das 2. Korps und hatte wesentlichen Anteil am französischen Sieg bei Dresden. An der Völkerschlacht bei Leipzig und an der Schlacht bei Hanau war er ebenfalls beteiligt. An der Spitze zweier neu gebildeter Divisionen Junger Garde wurde er in der Schlacht bei Craonne (7. März 1814) leicht verwundet. Nach Unstimmigkeiten mit Napoleon I. bei der Verteidigung von Montereau-Fault-Yonne fiel er in Ungnade und musste sein Kommando an Gérard übergeben. In seiner Ehre verletzt, nahm er Kontakt mit den Bourbonen auf.
Von Ludwig XVIII. im Dezember 1814 mit dem Kommando der 2. Militärdivision betraut, folgte Victor nach Napoleons Rückkehr von Elba dem König nach Gent. Nach der zweiten Restauration wurde er Pair und Generalstabschef der königlichen Garde sowie Präsident der Kommission, die über das Verhalten der französischen Offiziere während der Hundert Tage Napoleons zu richten hatte. In diesem Amt stimmte er 1815 wegen Hochverrats für die Hinrichtung von Marschall Ney.
1821 erhielt Victor den Oberbefehl über vier Militärdivisionen und am 15. Dezember des gleichen Jahres das Kriegsministerium.
Bei Beginn des spanischen Feldzugs von 1823 gab Victor sein Ministeramt ab und begleitete den Herzog von Angoulême als Generalstabschef nach Spanien. Durch die Verträge, die er mit dem Hauptunternehmer aller Militärlieferungen, Ouvrard, schloss, wurde er später in den daraus entstehenden Prozess einbezogen und verlor am 19. Oktober 1823 seine Stellung.
Bis zur Julirevolution von 1830 Generalmajor der Königlichen Garde, lebte Victor danach völlig zurückgezogen und zählte mit zu den Führern der Legitimisten.

## Ehrungen
Sein Name ist am Triumphbogen in Paris in der 33. Spalte (VICTOR) eingetragen.

## Werke
- Mémoires sur les marchés Ouvard. Paris 1826. Verteidigungsschrift im Fall Ouvard.
- Extraits de mémoires inédits de feu Claude V. Perrin, duc de Bellune. Paris 1846 (postum von seinem Sohn hrsg.).